# And Thou Shalt Trust... The Seer
And Thou Shalt Trust... The Seer és el primer àlbum que va treure al mercat el grup alemany Haggard després de publicar algunes demos i singles d'un estil Death Metal experimental poc inspirat.
Aquest àlbum, produït a Múnic i publicat amb el segell Last Episode, marca un canvi, passant a oferir un estil molt més sofisticat. El conjunt alemany esdevingué el primer grup de metall clàssic/orquestral/simfònic del món.
Així doncs, s'embarca en una carrera clàssica després de 4 anys amb death metal tot afegint al grup com a membres permanents un violinista, un violoncel·lista, una soprano i un pianista. Augmentant el nombre de components a 16, es converteix en una impressionant orquestra que és la que treu al mercat aquest àlbum.
El tema principal de l'obra se centra en el personatge de Michel de Notredame, més conegut com a Nostradamus, durant els temps de la Pesta Negra. Per donar consistència a l'atmosfera, i com a grup de metal simfònic, es combinen les veus guturals amb les veus de soprano, mentre que el so de l'arpa simbolitza el crit amarg d'aquells que viuen com a maleïts.
Aquest fil argumental serà el mateix que tindrà el seu proper àlbum Awaking the Centuries.
L'àlbum es publicà el 15 d'octubre del 1997 i aconseguí força popularitat a Alemanya, i especialment a l'Amèrica del Sud, on el grup gaudeix de molta popularitat.

## Components
- Asis Nasseri - Vocalista, Veus Guturales i Guitarres
- Luz Marsen - Bateria i Timbals
- Andi Nad - Baix
- Danny Klupp - Guitarres i Guitarres Acústiques
- Karin Bodenmüller - Vocalista (Soprano)
- Sasema - Vocalista (Soprano)
- Florian Schnellinger - Vocalista (Baix)
- Hans Wolf - Piano, Címbal, Teclats
- Kathrin Pechlof - Arpa
- Kerstin Krainer - Violí
- Steffi Hertz - Viola
- Kathrin Hertz - Violoncel
- Christoph V. Zastrow - Flauta
- Robert Müller - Clarinet
- Florian Bartl - Oboè
- Fiffi Fuhrmann - Cromhorn

## Col·laboracions
- Schalleluja Coro de Cámara - Ulrich Hermann - Director
- Annelies Jentsch - Soprano
- Moni Hollmann - Soprano
- Deborah Kabalo - Soprano
- Helga Neumayer - Soprano
- Christine Pachmann - Soprano
- Margit Flamme - Contralt
- Henrike Schulz - Contralt
- Gudrun Tröbs - Contralt
- Gudrun Zielinski - Contralt
- Ulrich Hermann - Tenor
- Hermann F. Latka - Tenor
- Jürgen Sum - Contratenor
- Rolf V. Criegern - Baix (veus)
- Manfred Eilers - Baix (veus)
- Uli Francke - Baix (veus)
- Günter Hautzinger - Baix (veus)

## Cançons
1. The Day As Heaven Wept (05:47)
2. Origin of a Crystal Soul (05:55)
3. Requiem In D-Minor (02:08)
4. In A Pale Moon's Shadow (09:38)
5. Cantus Firmus In A-Minor (02:32)
6. De La Morte Noire (08:02)
7. Lost (Robin's Song) (04:25)
8. A Midnight Gathering (02:59)